# Алоко, Родольфо
Родольфо́ Алоко́ (фр. Rodolfo Aloko; 26 декабря 2006, Со-Ава) — бенинский футболист, полузащитник клуба «Кустошия» и сборной Бенина.

## Клубная карьера
Алоко родился в городе Со-Ава. С юных лет занимался футболом в академии JSCA, где проявил себя как атакующий полузащитник с хорошим видением поля и техникой.
В феврале 2025 года Алоко подписал свой первый профессиональный контракт с хорватским клубом «Кустошия», выступающим во Второй лиге Хорватии. Соглашение рассчитано на 3,5 года — до лета 2029 года.
Дебютировал в основном составе весной 2025 года. Быстро стал ключевым игроком команды, отличаясь стабильной результативностью: в первых 11 матчах чемпионата отметился 2 забитыми мячами и 6 голевыми передачами.
Успешное выступление в составе «Кустошии» привлекло внимание ведущих европейских клубов. По информации СМИ, интерес к Алоко проявляли ПСВ, «Севилья», «Аякс», «Астон Вилла», а также «Бешикташ», однако руководство хорватского клуба отклонило предложения, оценив игрока в сумму свыше 1 млн евро.

## Карьера в сборной
Алоко выступал за юношеские сборные Бенина.
В мае 2025 года получил первый вызов в национальную сборную Бенина от главного тренера Гернота Рора. Дебютировал 9 июня 2025 года в товарищеском матче против Марокко, выйдя на замену во втором тайме.